# Copa de la República 1931
Třicátý první ročník Copa de la República (španělského poháru) se konal od 12. dubna do 21. června 1931 za účasti 30 klubů. Název turnaje byl změněn v důsledku založení Druhé Španělské republiky.
Trofej získal již pojedenácté ve své historii a obhájce minulého ročníku Athletic Bilbao, který porazil ve finále 3:1 Real Betis.